# Phyllomys thomasi
Phyllomys thomasi är en däggdjursart som först beskrevs av Ihering 1871.  Phyllomys thomasi ingår i släktet Phyllomys och familjen lansråttor. Inga underarter finns listade i Catalogue of Life.
Denna gnagare lever endemisk på ön Ilha de São Sebastião framför Brasiliens sydöstra kustlinje. Den högsta toppen på ön ligger 1379 meter över havet. Utbredningsområdet är täckt av städsegrön skog. Phyllomys thomasi klättrar i träd och bygger där bon. Den äter främst frukter och undviker blad.